# Central Africa Time
Die Central Africa Time (CAT) ist eine Zeitzone Afrikas, die, wie die Osteuropäische Zeit (EET) und die South Africa Standard Time (SAST), gegenüber der Koordinierten Weltzeit zwei Stunden vorausgestellt ist (UTC+2). Die Staaten, in denen die Central Africa Time gilt, kennen keine Sommerzeit. 

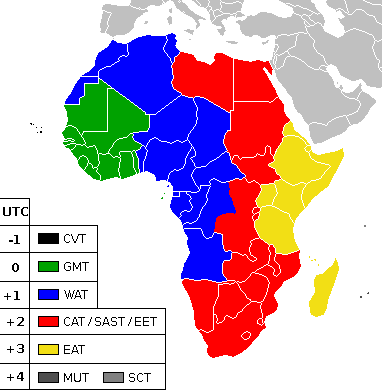
Zeitzonen Afrikas

Die Central Africa Time wird in folgenden Staaten verwendet:
- Burundi
- Botswana
- Demokratische Republik Kongo (östlicher Teil)
- Malawi
- Mosambik
- Namibia
- Ruanda
- Sambia
- Simbabwe